# Cumbe (kommun)
Cumbe är en kommun i Brasilien.   Den ligger i delstaten Sergipe, i den östra delen av landet, 1 300 km nordost om huvudstaden Brasília. Antalet invånare är 3 813. Arean är 129 kvadratkilometer.
Terrängen i Cumbe är platt.
Omgivningarna runt Cumbe är huvudsakligen savann. Runt Cumbe är det ganska glesbefolkat, med 43 invånare per kvadratkilometer.